# 고길호
고길호(高吉鎬, 1945년 5월 6일~)은 대한민국의 정치인이다. 제24·27대 전라남도 신안군수이다. 제4회 지방선거에도 당선되어 연임할 예정이었으나, 민선 3기 임기 마지막날인 2006년 6월 30일 대법원에서 금품 제공 혐의 유죄 200만원 벌금형을 확정하여 민선 3기도 당선 무효되었고 민선 4기 군수직에도 취임하지 못했다. 이후 제6회 전국동시지방선거에서 당선되면서 제27대 신안군수로 부임했다.

## 경력
- 민주당 신안지구당 사무국장
- 민주당 신안지구당 부위원장
- 박지원 국회의원 비서관
- 1998.7~2002.3 제6대 전라남도의회 의원(신안군 제2선거구)
- 제6대 전라남도의회 새천년민주당 원내부총무
- 전라남도 문화원 심사위원
- 전남도민 남북교류협의회 공동대표
- 2002.7~2006.6 제24대 민선 3기 전라남도 신안군수
- 2014.7~2018.6 제27대 민선 6기 전라남도 신안군수(국민의당)

## 범죄전력

### 금품 살포
고길호는 2004년 10월 2일 경 제12회 재경신안군민의 날 전야제 행사에서 찬조금을 기부해 달라는 재경신안군향우회 사무국장의 부탁을 받고, 그달 28일 경 신안군 기획예산실장으로 하여금 자신(고길호)의 명의로 300만원을 송금하게 하였다. 2004년 12월 25일 경에는 평화민주당의 친목단체인 ××회, 민주당 지역 당직자, 군의회 의원 등의 식사모임에서 식비 196만원을 결제하고, 이어진 ××회 회원들과의 노래방 모임에서 술값 등 345,000원을 결제함으로써 기부행위를 하였다.
법원은 고길호에게 공직선거및선거부정방지법위반 혐의로 벌금 200만원을 선고하였으며, 항소심 재판부인 광주고등법원은 고길호의 항소를 기각하였다.
2006년 6월 30일 대법원 3부(주심 김황식 대법관)는 벌금 200만원을 선고한 원심 판결을 확정했다.

### 금품수수
2014년 3월에서 7월 간 고길호는 건설업자로부터 4천만원 상당의 토지를 무상으로 받고 이를 담보로 하여 측근을 근저당권 채무자로 설정해 정치자금 1억 5천만원을 빌렸다. 2019년 7월 28일 광주지방법원 형사1부는 항소심 재판에서 고길호에게 정치자금법위반 죄로 700만원을 선고하였다.

## 논란

### 간통 논란
2003년 10월 12일 새벽 1시쯤, 고길호는 목포에서 식당업을 하고 있는 나모씨와 충남 보령시 대천 해수욕장의 한 모텔에 투숙하였다. 고길호와 나씨는 10월 11일 밤 9시 30분쯤 목포 시내에서 만났고, 나씨 차량으로 서해안 고속도로를 이용하여 대천해수욕장 근처까지 도착하였다. 나씨 시동생 등 일행들은 4대의 차량으로 이들을 뒤쫓았고, 10월 12일 고길호 일행이 투숙한 모텔방을 덮쳤다. 이후 나씨의 남편 장모씨는 10월 13일 오후 고길호와 부인 나씨를 목포경찰서에 간통혐의로 고소장을 접수했다.
2003년 10월 17일 간통으로 고소장을 접수했던 나씨의 남편 장씨는 신안군직협 인터넷 홈페이지에 자신의 오해에서 비롯됐다며 고소를 취하했다는 취지의 해명서를 실었으며, 대리인을 통해 고소 취하장을 접수받은 목포경찰은 사건 수사를 종료하였다.

### 기자에게 욕설
2016년 1월 7일 고길호는 신안군청을 출입하는 A모 기자에게 “야이 자식아 내가 뭘 잘못했는데 너희 같은 자식들에게 사과를 해, 건방진 자식들. 나이 한 살이라도 더 먹은 내가 너희들한테 사과를 해 야이 새끼야 들어가 개새끼야”라며 욕설을 했다.

## 학력
- 1961 목포유달중학교 졸업
- 1964 목포고등학교 졸업
- 1966 동국대학교 경영학과 중퇴
- 1990 목포전문대학 관광경영정보학과
- 1994 한국방송통신대학교 행정학과

## 역대 선거 결과
|  | 16.79% |

|  | 0% |

|  | 37.47% |

|  | 53.11% |

|  | 45.16% |

|  | 28.58% |